# Kanton Meyrueis
Kanton Meyrueis (francouzsky Canton de Meyrueis) je francouzský kanton v departementu Lozère v regionu Languedoc-Roussillon. Tvoří ho šest obcí.

## Obce kantonu
- Fraissinet-de-Fourques
- Gatuzières
- Hures-la-Parade
- Meyrueis
- Le Rozier
- Saint-Pierre-des-Tripiers